# Didier Decoin
Didier Decoin (* 13. března 1945, Boulogne-Billancourt, Hauts-de-Seine), je francouzský spisovatel, scenárista a novinář. V roce 1977 získal Goncourtovu cenu za knihu John Peklo. Od roku 2020 je prezidentem Goncourtovy akademie.

## Životopis
Narodil se do rodiny filmaře Henriho Decoina. Po středoškolském studiu na Sainte-Croix v Neuilly-sur-Seine začal pracoval jako novinář pro France Soir. Poté pracoval v dalších periodikách, jako například v Le Figaro nebo Les Nouvelles littéraires, působil v rádiu Europe 1 a stál u vzniku magazínu VSD. Ve dvaceti letech mu vyšla první kniha s názvem Le Procès à l'amour, na kterou v průběhu let navázal dvacítkou dalších titulů. V roce 1977 za svůj román John Peklo získal prestižní Goncourtovu cenu.
Pracuje též jako scenárista. Film Mimo život, k němuž napsal scénář, získal speciální cenu poroty na filmovém festivalu v Cannes. Nejvíce ale působil v televizní tvorbě. V roce 1999 získal cenu Sept d'Or v kategorii nejlepší scénář za seriál Hrabě Monte Cristo.
V roce 1995 byl zvolen členem Goncourtovy akademie. V roce 2020 se stal jejím prezidentem.
Žije v Normandii. Je ženatý a má tři děti, jeho syn Julien Decoin je také spisovatelem.

## Dílo

### Romány
- Le Procès à l'Amour (Seuil, 1966)
- La Mise au monde (Seuil, 1967)
- Laurence (Seuil, 1969)
- Elisabeth ou Dieu seul le sait (Seuil, 1970) – ceny Prix des quatre jurys a Prix Claire-Virenque udělované Francouzskou akademií v roce 1971
- Abraham de Brooklyn (Seuil, 1971) – cena Prix des libraires
- Ceux qui vont s'aimer (Seuil, 1973)
- Un policeman (Seuil, 1975)
- La dernière Troïka (Ariane, 1976)
- John l'Enfer (Seuil, 1977) – Goncourtova cena
  - česky John Peklo, překlad Věra Dvořáková, vydalo v roce 1981 nakladatelství Odeon
- La Dernière Nuit (Balland, 1978)
- L'Enfant de la mer de Chine (Seuil, 1981 )
- Les Trois Vies de Babe Ozouf (Seuil, 1983)
- Autopsie d'une étoile (Seuil, 1987)
- Meurtre à l'anglaise (Mercure de France, 1988)
- La Femme de chambre du Titanic (Seuil, 1991)
- Lewis et Alice (Laffont, 1992)
- Docile (Seuil, 1994)
- La Promeneuse d'oiseaux (Seuil, 1996)
- La Route de l'aéroport (Fayard, 1997)
- Louise (Seuil, 1998)
- Madame Seyerling (Seuil, 2002)
- Avec vue sur la Mer (Nil Editions, 2005) – ceny Prix du Cotentin 2005; Prix Livre et Mer Henri-Queffélec 2006
- Henri ou Henry: le roman de mon père (Stock, 2006)
- Est-ce ainsi que les femmes meurent (Grasset, 2009)
- Une anglaise à bicyclette (Stock, 2011)
- La Pendue de Londres (Grasset, 2013)
- Le Bureau des jardins et des étangs (Stock, 2017)
  - česky Úřad pro zahrady a rybníky, překlad Jovanka Šotolová, vydalo v roce 2018 nakladatelství Plus

### Eseje
- Il fait Dieu (Julliard 1975, reedice Fayard 1997)
- La Nuit de l'été (podle filmu J. C. Brialyho, Balland 1979)
- La Bible racontée aux enfants (Calmann-Levy)
- Il était une joie... Andersen (Ramsay, 1982)
- Béatrice en enfer (Lieu Commun, 1984 )
- L'Enfant de Nazareth (s Marie-Hélène About, Nouvelle Cité, 1989)
- Elisabeth Catez ou l'Obsession de Dieu (Balland, 1991) – cena Prix de littérature religieuse 1992
- Jésus, le Dieu qui riait (Stock, 1999)
- Dictionnaire amoureux de la Bible, ilustrace Audrey Malfione (Plon, 2009)
- Je vois des jardins partout (JC Lattès, 2012)
- Dictionnaire amoureux des faits divers (Plon, 2014)

### Kolektivní díla
- La Hague, s Natachou Hochman (fotografie) (Isoète, 1991)
- Cherbourg, s Natachou Hochman (fotografie) (Isoète, 1992)
- Presqu'île de lumière, s Patrickem Couraultem (fotografie) (Isoète, 1996)
- Sentinelles de lumière, s Jeanem-Marcem Coudourem (fotografie) (Desclée de Brouwer, 1997)

### Divadelní tvorba
- 1980: Une chambre pour enfant sage, režie Pierre Vielhescaze, uvedeno v divadle Théâtre Tristan Bernard

## Filmografie

### Jako herec
- 1981: Les fiançailles de feu: nosič raněných
- 1994: Marcel Carné, ma vie à l'écran: ztvárnil sám sebe
- 1997: Ombre & lumière: Henri Decoin, cinéaste: ztvárnil sám sebe
- 1999: La nuit des 7 d'or: ztvárnil sám sebe
- 2012: Mon frère Yves: velitel

### Jako režisér
- 1981: Poslední noc Marie Stuartovny
- 1982: Cinéma 16

### Jako producent
- 1993: Morasseix!!!
- 1996: Le Crabe sur la banquette arrière

### Jako scenárista

#### Film
- 1974: La Merveilleuse Visite
- 1977: La Bible
- 1979: I jako Ikaros
- 1983: Práskač
- 1983: Un bon petit diable
- 1985: Carné, l'homme à la caméra
- 1987: De guerre lasse
- 1987: L'Homme voilé
- 1988: Rabu sutori o kimini
- 1988: Un château au soleil
- 1990: Vražedný tanec
- 1991: Mimo život
- 1994: Des feux mal éteints
- 1997: Komorná z Titanicu
- 1999: Jakub lhář
- 2000: Král tančí
- 2012: 38 svědků

#### Televize
Televizní seriály
- 1973: Témoignages
- 1979: Caméra une première
- 1998: Hrabě Monte Cristo
- 2000: Bídníci
- 2002: Napoleon
- 2011: Le Roi, l'Écureuil et la Couleuvre

Televizní filmy
- 1979: La Nuit de l'été
- 1981: Vévoda Cinq-Mars
- 1981: La Dernière Nuit
- 1981: Les fiançailles de feu
- 1984: Soldat Richter
- 1997: La ville dont le prince est un enfant
- 1998: Venise est une femme
- 1999: Balzac
- 2004: Dans la tête du tueur
- 2005: Louise
- 2006: Korunní princ
- 2007: La promeneuse d'oiseaux
- 2010: Les Diamants de la victoire
- 2012: Mon frère Yves
- 2015: Pierre Brossolette ou les passagers de la lune
- 2016: Tvář spravedlnosti